# Giro di Svizzera 1952
Il Giro di Svizzera 1952, sedicesima edizione della corsa, si svolse dal 14 al 21 giugno 1952 per un percorso totale di 1 608 km, con partenza e arrivo a Zurigo. Il corridore italiano Pasquale Fornara si aggiudicò la corsa concludendo in 46h13'25".
Dei 75 ciclisti alla partenza arrivarono al traguardo in 40, mentre 35 si ritirarono.

## Tappe
| Tappa  | Data      | Percorso                            | km    | Vincitore di tappa | Leader cl. generale |
| ------ | --------- | ----------------------------------- | ----- | ------------------ | ------------------- |
| 1ª     | 14 giugno | Zurigo > Basilea                    | 249   | Désiré Keteleer    | Désiré Keteleer     |
| 2ª     | 15 giugno | Basilea > Le Locle                  | 220   | Fritz Schär        | Désiré Keteleer     |
| 3ª     | 16 giugno | Le Locle > Adelboden                | 204   | Walter Diggelmann  | Désiré Keteleer     |
| 4ª     | 17 giugno | Adelboden > Monthey                 | 235   | Jean Goldschmit    | Jean Goldschmit     |
| 5ª     | 18 giugno | Monthey > Crans (cron. individuale) | 81    | Pasquale Fornara   | Pasquale Fornara    |
| 6ª     | 19 giugno | Crans > Locarno                     | 201   | Ferdi Kübler       | Pasquale Fornara    |
| 7ª     | 20 giugno | Locarno > Arosa                     | 177   | Pasquale Fornara   | Pasquale Fornara    |
| 8ª     | 21 giugno | Arosa > Zurigo                      | 241   | Emilio Croci-Torti | Pasquale Fornara    |
| Totale | Totale    | Totale                              | 1 608 |                    |                     |

## Dettagli delle tappe

### 1ª tappa
- 14 giugno: Zurigo > Basilea – 249 km

Risultati
| Pos. | Corridore       | Squadra     | Tempo    |
| ---- | --------------- | ----------- | -------- |
| 1    | Désiré Keteleer | Belgio      | 6h46'35" |
| 2    | Angelo Conterno | Italia      | a 1'05   |
| 3    | Jean Goldschmit | Lussemburgo | s.t.     |

### 2ª tappa
- 15 giugno: Basilea > Le Locle – 220 km

Risultati
| Pos. | Corridore    | Squadra  | Tempo    |
| ---- | ------------ | -------- | -------- |
| 1    | Fritz Schär  | Svizzera | 6h26'30" |
| 2    | Ferdi Kübler | Svizzera | a 5"     |
| 3    | Hugo Koblet  | Svizzera | s.t.     |

### 3ª tappa
- 16 giugno: Le Locle > Adelboden – 204 km

Risultati
| Pos. | Corridore         | Squadra  | Tempo    |
| ---- | ----------------- | -------- | -------- |
| 1    | Walter Diggelmann | Svizzera | 5h28'46" |
| 2    | Ferdi Kübler      | Svizzera | a 2'44"  |
| 3    | Carlo Clerici     | Svizzera | s.t.     |

### 4ª tappa
- 17 giugno: Adelboden > Monthey – 235 km

Risultati
| Pos. | Corridore         | Squadra     | Tempo    |
| ---- | ----------------- | ----------- | -------- |
| 1    | Jean Goldschmit   | Lussemburgo | 6h15'29" |
| 2    | Vittorio Rossello | Italia      | a 3'50"  |
| 3    | Ahmed Kebaili     | Francia     | a 4'25"  |

### 5ª tappa
- 18 giugno: Monthey > Crans – Cronometro individuale – 81 km

Risultati
| Pos. | Corridore        | Squadra  | Tempo    |
| ---- | ---------------- | -------- | -------- |
| 1    | Pasquale Fornara | Italia   | 2h22'20" |
| 2    | Martin Metzger   | Svizzera | a 3'07   |
| 3    | Ferdi Kübler     | Svizzera | a 3'41"  |

### 6ª tappa
- 19 giugno: Crans > Locarno – 201 km

Risultati
| Pos. | Corridore     | Squadra  | Tempo    |
| ---- | ------------- | -------- | -------- |
| 1    | Ferdi Kübler  | Svizzera | 2h25'48" |
| 2    | Joseph Cerami | Belgio   | s.t.     |
| 3    | André Brulé   | Francia  | s.t.     |

### 7ª tappa
- 20 giugno: Locarno > Arosa – 177 km

Risultati
| Pos. | Corridore        | Squadra  | Tempo    |
| ---- | ---------------- | -------- | -------- |
| 1    | Pasquale Fornara | Italia   | 6h22'33" |
| 2    | Ferdi Kübler     | Svizzera | a 46"    |
| 3    | Carlo Clerici    | Svizzera | s.t.     |

### 8ª tappa
- 21 giugno: Arosa > Zurigo – 241 km

Risultati
| Pos. | Corridore          | Squadra  | Tempo    |
| ---- | ------------------ | -------- | -------- |
| 1    | Emilio Croci-Torti | Svizzera | 6h53'06" |
| 2    | Serge Meneghetti   | Francia  | a 1'32"  |
| 3    | Ferdi Kübler       | Svizzera | s.t.     |

## Classifiche finali

### Classifica generale
| Pos. | Corridore        | Squadra     | Tempo     |
| ---- | ---------------- | ----------- | --------- |
| 1    | Pasquale Fornara | Italia      | 46h13'25" |
| 2    | Ferdi Kübler     | Svizzera    | a 4'57"   |
| 3    | Carlo Clerici    | Svizzera    | a 6'56"   |
| 4    | Joseph Cerami    | Belgio      | a 12'49"  |
| 5    | Pietro Giudici   | Italia      | a 15'49"  |
| 6    | Jean Goldschmit  | Lussemburgo | a 19'14"  |
| 7    | Fritz Schär      | Svizzera    | a 20'26"  |
| 8    | Marcel Demulder  | Belgio      | a 20'27"  |
| 9    | André Brulé      | Francia     | a 21'16"  |
| 10   | Ugo Fondelli     | Italia      | a 22'00"  |

### Classifica scalatori
| Pos. | Corridore        | Squadra  | Punti |
| ---- | ---------------- | -------- | ----- |
| 1    | Ferdi Kübler     | Svizzera | 56    |
| 2    | Martin Metzger   | Svizzera | 42    |
| 3    | Pasquale Fornara | Italia   | 41    |
| 4    | Fritz Schär      | Svizzera | 33    |
| 5    | Pietro Giudici   | Italia   | 31    |